# Alfred Russell

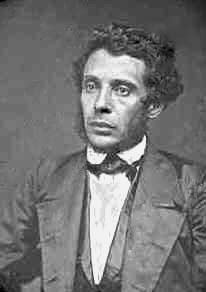
Alfred Russell

Alfred Francis Russell, född 1817, död 4 april 1884, var en liberiansk politiker som var Liberias president 20 januari 1883-7 januari 1884.
Russell kom från Kentucky, USA och flyttade till Liberia 1833. Han var vicepresident under president Anthony Gardiners regering 1878-1883 då denne tvingades avgå efter missnöje från ett antal senatorer av hur Gardiner hade skött en gränskonflikt med Storbritannien. Russell, som också hade varit kritisk mot Gardiner i frågan, verkade därefter som Liberias president under tiden som återstod av Gardiners mandatperiod.